# 겨우, 서른
《겨우, 서른》(중국어: 三十而已, 병음: Sān shí ér yǐ 싼스어이[*])은 2020년 방송되었던 중국의 드라마이다.

## 소개
- 30대 여자들의 시선으로 그 나이에 겪는 사랑, 이별, 다양한 인생사를 그린 드라마

## 등장인물

### 주요인물
- 장수잉 - 왕만니 역
- 퉁야오 - 구지아 역
- 마오샤오퉁 - 종샤오친 역

### 기타인물
- 양러 (楊玏) - 천위 역
- 리쩌펑 - 쉬환산 역
- 에드워드 마 - 양정센 역
- 장웨 - 린요요 역
- 얀쯔동 (晏紫東) - 종샤오양 역
- 장퉁 (張䑣) - 리타이타이 역
- 마오이 (毛毅) - 쟝천 역
- 왕쯔젠 - 장쯔 역
- 가오하이닝 (高海寧/Samantha Ko Hoi Ling) - 자오징이 역
- 다이자오첸 - 리우지애 역
- 양신밍 (楊新鳴) - 위보 역
- 양위팅 (楊雨婷) - 왕타이타이 역
- 양리우칭 (楊柳靑/Wiyona Yeung Lau Ching) - 아만다 역
- 왕인쥔 (王仁君) - 션제 역

## 참고 사항
- 본 드라마는 2020년 7월 17일 상하이 동방 위성 텔레비전과 텐센트 비디오를 통해서 방영되었으며, 타이완에서는 아이치이, 텐센트 비디오, 넷플릭스, 타이완 모바일, 라인 TV, 위엔촨프라이데이(遠傳friDay)를 통하여 방영 및 서비스를 시작하였다.[2][3]

- 2021년 2월 본 드라마는 국가 라디오 텔레비전 총국(国家广播电影电视总局)에서 2020년 해외 우수 수출 드라마 작품에 선정되었다.[4]
- 2022년 대한민국의 종편체널인 JTBC에서 한국판으로 리메이크 하였고 국내 출연진은 손예진과 전미도, 김지현이 연기하였다.
- 극중 왕만니와 천위 역을 맡았던 장수잉과 양러는 청평악이 종영한지 3개월만에 동반 출연하였다